# Луїс Густаву Діас
Луї́с Густа́ву Ді́ас (порт. Luiz Gustavo Dias, відомий як Луїс Густаву; нар. 23 липня 1987, Піндамоньянгаба) — бразильський футболіст, опорний півзахисник клубу Сан-Паулу. Грав за національну збірну Бразилії

## Клубна кар'єра
Народився 23 липня 1987 року в місті Піндамоньянгаба. Вихованець футбольної школи клубу «Корінтіанс Алагоано». Дорослу футбольну кар'єру розпочав 2007 року в основній команді того ж клубу, в якій провів один сезон, взявши участь у 21 матчі чемпіонату. Того ж року недовго на правах оренди захищав кольори КРБ.
Своєю грою привернув увагу представників тренерського штабу клубу «Гоффенгайм 1899», до складу якого приєднався на правах оренди 31 серпня 2007 року. 1 квітня 2008 року підписав з клубом повноцінний контракт до літа 2011 року. Загалом відіграв за гоффенгаймський клуб чотири сезони своєї ігрової кар'єри. Більшість часу, проведеного у складі «Гоффенгайма», був основним гравцем команди.
1 січня 2011 року приєднався до складу «Баварії», яка заплатила за гравця понад 15 млн євро. У складі нової команди виграв ряд національних трофеїв, а також Лігу чемпіонів. За два з половиною сезони відіграв за мюнхенський клуб 64 матчі в національному чемпіонаті.
У серпні 2013 перейшов до «Вольфсбурга», в складі якого провів чотири сезони та здобув кубок Німеччини.
З липня 2017 є гравцем французького «Марселя», до якого перейшов за 10 млн євро. У клубі провів два сезони: в першому був лідером півзахисту, показував високу якість гри та досяг з клубом фіналу Ліги Європи; в другому тренер Руді Гарсія вимушено ставив Луїса Густаву то на позицію центрального захисника, то опорного захисника, а команда показувала значно менш впевнену гру.
2 вересня 2019 перейшов до турецького «Фенербахче» за 6 мільйонів євро, де провів наступні три сезони.
2022 року приєднався до саудівського «Аль-Насра» (Ер-Ріяд).

## Виступи за збірну
10 серпня 2011 року дебютував в офіційних матчах у складі національної збірної Бразилії в товариській грі проти збірної Німеччини, яка завершилась поразкою латиноамериканців з рахунком 2-3.
У складі збірної був учасником розіграшу Кубка Конфедерацій 2013 року у Бразилії.
У 2011–2016 провів у формі головної команди країни 41 матч.
| Дата       | Місто                  | Господарі      | Результат               | Гості      | Турнір                            | Голи | Примітки |
| ---------- | ---------------------- | -------------- | ----------------------- | ---------- | --------------------------------- | ---- | -------- |
| 10-8-2011  | Берлін                 | Німеччина      | 3 – 2                   | Бразилія   | товариський матч                  | -    | 86'      |
| 7-10-2011  | Сан-Хосе               | Коста-Рика     | 0 – 1                   | Бразилія   | товариський матч                  | -    | 46'      |
| 21-3-2013  | Женева                 | Італія         | 2 – 2                   | Бразилія   | товариський матч                  | -    | 90'      |
| 2-6-2013   | Ріо-де-Жанейро         | Бразилія       | 2 – 2                   | Англія     | товариський матч                  | -    | 46'      |
| 9-6-2013   | Порту-Алегрі           | Бразилія       | 3 – 0                   | Франція    | товариський матч                  | -    | 81'      |
| 15-6-2013  | Бразиліа               | Бразилія       | 3 – 0                   | Японія     | Кубок Конфедерацій                | -    |          |
| 19-6-2013  | Форталеза              | Бразилія       | 2 – 0                   | Мексика    | Кубок Конфедерацій                | -    |          |
| 22-6-2013  | Салвадор (Бразилія)    | Італія         | 2 – 4                   | Бразилія   | Кубок Конфедерацій                | -    | 44'      |
| 26-6-2013  | Белу-Оризонті          | Бразилія       | 2 – 1                   | Уругвай    | Кубок Конфедерацій                | -    | 39'      |
| 30-6-2013  | Ріо-де-Жанейро         | Бразилія       | 3 – 0                   | Іспанія    | Кубок Конфедерацій                | -    |          |
| 14-8-2013  | Базель                 | Швейцарія      | 1 – 0                   | Бразилія   | товариський матч                  | -    | 56'      |
| 7-9-2013   | Бразиліа               | Бразилія       | 6 – 0                   | Австралія  | товариський матч                  | 1    |          |
| 11-9-2013  | Фоксборо (Массачусетс) | Бразилія       | 3 – 1                   | Португалія | товариський матч                  | -    |          |
| 12-10-2013 | Сеул                   | Південна Корея | 0 – 2                   | Бразилія   | товариський матч                  | -    | 69'      |
| 16-11-2013 | Маямі-Гарденс          | Гондурас       | 0 – 5                   | Бразилія   | товариський матч                  | -    |          |
| 19-11-2013 | Торонто                | Бразилія       | 2 – 1                   | Чилі       | товариський матч                  | -    |          |
| 5-3-2014   | Йоганнесбург           | ПАР            | 0 – 5                   | Бразилія   | товариський матч                  | -    | 47'      |
| 3-6-2014   | Гоянія                 | Бразилія       | 4 – 0                   | Панама     | товариський матч                  | -    |          |
| 6-6-2014   | Сан-Паулу              | Бразилія       | 1 – 0                   | Сербія     | товариський матч                  | -    |          |
| 12-6-2014  | Сан-Паулу              | Бразилія       | 3 – 1                   | Хорватія   | ЧС 2014 - 1-й етап                | -    | 42'      |
| 17-6-2014  | Форталеза              | Бразилія       | 0 – 0                   | Мексика    | ЧС 2014 - 1-й етап                | -    |          |
| 23-6-2014  | Бразиліа               | Камерун        | 1 – 4                   | Бразилія   | ЧС 2014 - 1-й етап                | -    |          |
| 28-6-2014  | Белу-Оризонті          | Бразилія       | 1 – 1 д.ч. (3 – 2 п.п.) | Чилі       | ЧС 2014 - 1/8 фіналу              | -    |          |
| 8-7-2014   | Белу-Оризонті          | Бразилія       | 1 – 7                   | Німеччина  | ЧС 2014 - півфінал                | -    |          |
| 12-7-2014  | Бразиліа               | Бразилія       | 0 – 3                   | Нідерланди | ЧС 2014 - матч за 3-тє місце      | -    | 46'      |
| 5-9-2014   | Маямі-Гарденс          | Бразилія       | 1 – 0                   | Колумбія   | товариський матч                  | -    | 33' 46'  |
| 9-9-2014   | Іст-Ратерфорд          | Бразилія       | 1 – 0                   | Еквадор    | товариський матч                  | -    | 74'      |
| 11-10-2014 | Пекін                  | Бразилія       | 2 – 0                   | Аргентина  | Суперкласіко де лас Амерікас 2014 | -    |          |
| 14-10-2014 | Сінгапур               | Японія         | 0 – 4                   | Бразилія   | товариський матч                  | -    | 72'      |
| 12-11-2014 | Стамбул                | Туреччина      | 0 – 4                   | Бразилія   | товариський матч                  | -    | 85'      |
| 18-11-2014 | Відень                 | Австрія        | 1 – 2                   | Бразилія   | товариський матч                  | -    |          |
| 26-3-2015  | Сен-Дені               | Франція        | 1 – 3                   | Бразилія   | товариський матч                  | 1    | 90'      |
| 5-9-2015   | Гаррісон               | Бразилія       | 1 – 0                   | Коста-Рика | товариський матч                  | -    | 81'      |
| 9-9-2015   | Фоксборо (Массачусетс) | США            | 1 – 4                   | Бразилія   | товариський матч                  | -    | 65'      |
| 9-10-2015  | Сантьяго               | Чилі           | 2 – 0                   | Бразилія   | Відбір до ЧС 2018                 | -    | 68' 82'  |
| 14-10-2015 | Форталеза              | Бразилія       | 3 – 1                   | Венесуела  | Відбір до ЧС 2018                 | -    |          |
| 14-11-2015 | Буенос-Айрес           | Аргентина      | 1 – 1                   | Бразилія   | Відбір до ЧС 2018                 | -    |          |
| 18-11-2015 | Сальвадор              | Бразилія       | 3 – 0                   | Перу       | Відбір до ЧС 2018                 | -    | 77'      |
| 26-3-2016  | Ресіфі                 | Бразилія       | 2 – 2                   | Уругвай    | Відбір до ЧС 2018                 | -    |          |
| 30-3-2016  | Асунсьйон              | Парагвай       | 2 – 2                   | Бразилія   | Відбір до ЧС 2018                 | -    | 70'      |
| 29-5-2016  | Денвер                 | Панама         | 0 – 2                   | Бразилія   | товариський матч                  | -    | 46'      |
| Усього     |                        | Матчів         | 41                      |            | Голів                             | 2    |          |

## Титули і досягнення
- Чемпіон Німеччини (1):

«Баварія»: 2012-13
- Володар Кубка Німеччини (2):

«Баварія»: 2012-13
«Вольфсбург»: 2014-15
- Володар Суперкубка Німеччини (2):

«Баварія»: 2012
«Вольфсбург»: 2015
- Переможець Ліги чемпіонів УЄФА (1):

«Баварія»: 2012-13
- Володар Суперкубка Бразилії (1):

«Сан-Паулу»: 2024
Збірні
- Володар Кубка конфедерацій (1):

Бразилія: 2013
- Переможець Суперкласіко де лас Амерікас (1):

Бразилія: 2014